# Jürgen Kocka

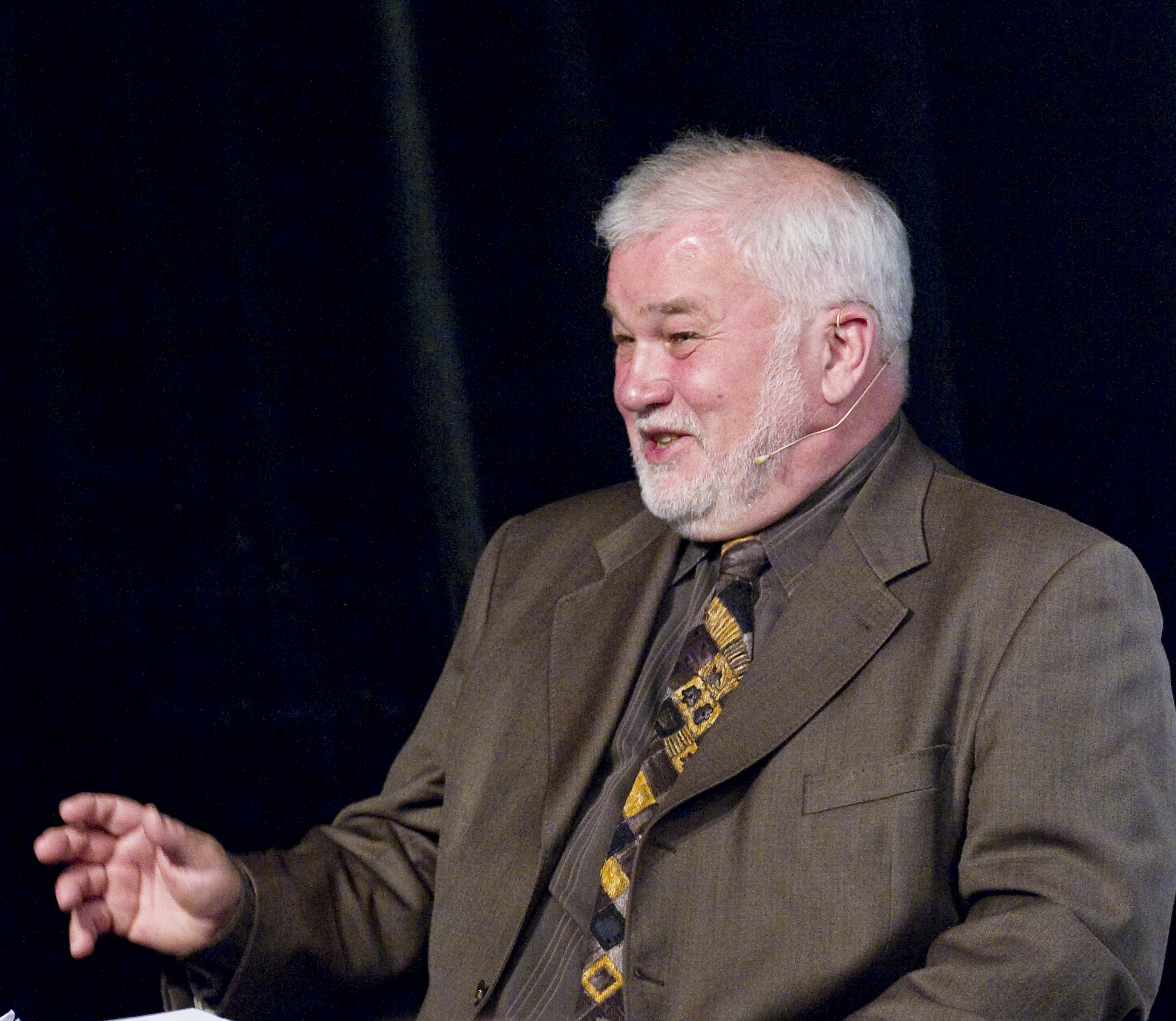
Jürgen Kocka im Jahr 2011

Jürgen Heinz Kocka (* 19. April 1941 in Haindorf, Reichsgau Sudetenland) ist ein deutscher Sozialhistoriker und emeritierter Professor an der Freien Universität Berlin. 1992 erhielt er den Gottfried-Wilhelm-Leibniz-Preis, 2011 den Holberg-Preis.

## Leben und Werk
Jürgen Kocka wurde als Sohn des Diplomingenieurs und Baurats Josef Kocka und dessen Frau Elisabeth, geb. Worf, in Haindorf am Isergebirge (Landkreis Friedland) geboren. Nach Ende des Zweiten Weltkrieges und der Vertreibung zog die Familie über Pommern und Linz nach Essen-Rüttenscheid. Nach dem Abitur am Goethe-Gymnasium in Essen-Bredeney studierte Kocka ab 1960 an der Philipps-Universität Marburg, an der Universität Wien, an der Freien Universität Berlin und an der University of North Carolina at Chapel Hill Geschichte, Politikwissenschaft, Soziologie und Philosophie. 1968 wurde er an der Freien Universität Berlin bei Gerhard A. Ritter mit einer sozialhistorischen Untersuchung zur Entstehung industrieller Bürokratie und Angestelltenschaft am Beispiel der Siemens-Unternehmen promoviert.
Anschließend war Kocka wissenschaftlicher Mitarbeiter an der Universität Münster und an der Harvard University. Er habilitierte sich 1972 und war von 1973 bis 1988 Professor an der Universität Bielefeld. Von 1988 bis zu seinem Ruhestand 2009 war er an der Freien Universität Berlin Professor für die Geschichte der industriellen Welt. Lehr- und Forschungsaufenthalte führten ihn an das Historische Kolleg in München, die University of Chicago, die Hebräische Universität Jerusalem, die New School for Social Research in New York City, die Central European University, die École des hautes études en sciences sociales (EHESS) in Paris, die University of California, Los Angeles, das Institute for Advanced Study in Princeton, die Stanford University und die University of Oxford. Zudem wurde Kocka 1991 Mitglied des Berliner Wissenschaftskollegs. Von 1992 bis 1996 leitete er den Forschungsschwerpunkt Zeithistorische Studien in Potsdam, aus dem das Zentrum für Zeithistorische Forschung hervorgegangen ist. Zwischen 1998 und 2009 war er Direktor am Berliner Kolleg für Vergleichende Geschichte Europas. Von Januar 2001 bis zum April 2007 war er Präsident des Wissenschaftszentrum Berlin für Sozialforschung (WZB), von 2007 bis 2009 hatte er dort eine Forschungsprofessur „Historische Sozialwissenschaften“ inne. 1995 bis 2000 war er Mitglied im Vorstand der weltweiten Historikerorganisation Comité International des Sciences Historiques (CISH). Von 2008 bis 2011 war Kocka Vizepräsident der Berlin-Brandenburgischen Akademie der Wissenschaften, seit 2009 ist er Permanent Fellow am Internationalen Geisteswissenschaftlichen Kolleg „Arbeit und Lebenslauf in globalgeschichtlicher Perspektive“ der Humboldt-Universität zu Berlin und Senior Fellow am Zentrum für Zeithistorische Forschung Potsdam.

## Forschungs- und Wirkungsschwerpunkte
Zu Kockas Forschungsschwerpunkten gehören die Geschichte der Arbeit, der Arbeiter und des Kapitalismus, die Geschichte des europäischen Bürgertums, die Sozialgeschichte der DDR sowie theoretische Abhandlungen zur Sozialgeschichte und zur historischen Komparatistik.
Zusammen mit Hans-Ulrich Wehler begründete Jürgen Kocka die so genannte Bielefelder Schule, die eine Historische Sozialwissenschaft gegen die traditionelle Geschichtswissenschaft setzte. Der Einbezug sozialwissenschaftlicher Theorien war ein Kernstück dieses Ansatzes, der in den 1970er Jahren in der Historiographie kontrovers diskutiert wurde. Mit der Alltags- und Kulturgeschichte der 1980er Jahre sah sich dann die Historische Sozialwissenschaft ihrerseits herausgefordert. Mit seinem dezidiert international orientierten Blick auf die Geschichte verhalf Jürgen Kocka vor allem der historischen Komparatistik zu wichtigen Impulsen.

## Debattenbeiträge nach der Emeritierung
Durch gelegentliche Medienpublikationen nimmt Kocka auch weit jenseits seiner Tätigkeit als Hochschullehrer Einfluss auf die öffentliche Meinungsbildung. Im zeitlichen Zusammenhang mit den Fridays-for-Future-Demonstrationen äußerte er im Tagesspiegel Bedenken hinsichtlich einer von ihm beobachteten Zunahme des öffentlichen Einflusses der Wissenschaft auf die Politik aufgrund eines vermehrten Engagements von Wissenschaftlern beispielsweise im Kampf gegen die Erderwärmung oder im Umgang mit der Digitalisierung. Er versteht dieses Engagement als „Teil einer tiefgreifenden Demokratisierung“ in den letzten Jahrzehnten und des Aufstiegs der Zivilgesellschaft, zu der die Wissenschaft teilweise gehöre, warnt aber davor, wissenschaftliche Prinzipien dabei zu vernachlässigen. So gelte es auch in den gegenwärtigen politischen Auseinandersetzungen, „die eigene Selektivität“ gezielt offenzulegen und konkurrierende Ansätze anzuerkennen. „Als Produzent wissenschaftlicher Einsichten weiß und betont man, wie begrenzt ihre Aussagekraft häufig ist, wie bestreitbar und relativ, nämlich abhängig von den gewählten Begriffen und Untersuchungsmethoden.“ In Zeiten, in denen die Kompromissbildung schwieriger werde und die Verständigungsfähigkeit abnehme, müssten Wissenschaftler helfen, „Distanz vom heiß laufenden politischen Betrieb zu schaffen, zu differenzieren, Grautönen zwischen Schwarz und Weiß zu ihrem Recht zu verhelfen, mit Augenmaß und Sinn für Proportion abzuwägen, und zwar öffentlich.“
Die Corona-Krise im Frühjahr 2020 betreffend, spricht aus Kockas Sicht nichts dafür, dass sie als Beginn einer großen Entschleunigung in die Geschichte eingehen oder die Welt überhaupt tiefgreifend verändern wird. Stattdessen wirke sie zumindest in einigen Bereichen als „Motor der Beschleunigung“. So decke die Krise bezüglich der Digitalisierung in Deutschland nicht nur viele Hemmnisse auf, sondern beschleunige in vielen Lebensbereichen und im Arbeitsleben, indem sie die Beschränkung persönlicher Kontakte erzwinge, den längst angelaufenen Übergang zur digitalen Kommunikation und zum „Homeoffice“. Die in der Corona-Krise aktivierte staatliche Regelungsmacht werde einen lange nachwirkenden Verstärkungsschub erhalten, wobei sich selbst in Europa zunächst nur der Nationalstaat als handlungsfähiger und akzeptierter Akteur gezeigt habe, während die Europäische Union erst verzögert zu reagieren begonnen habe. Kocka schließt sich Aussagen der Leopoldina in Bezug auf Entstehungsursachen der Corona-Pandemie an, die menschengemachte Veränderungen im Verhältnis von Natur und Zivilisation als Treiber für diese Art von Infektionsgeschehen bestimmen. „Aus dieser Perspektive wird der Kampf um die Nachhaltigkeit des zukünftigen Wirtschaftens durch die Erfahrung der Coronakrise und den Kampf gegen ihre Folgen nicht – wie manchmal gefordert und manchmal befürchtet – in den Hintergrund gedrängt, sondern nur umso dringlicher.“ Kockas Fazit lautet: „So könnte die Corona-Krise dazu beitragen, das Menschheitsproblem der noch fehlenden und dringend notwendigen Nachhaltigkeit ein wenig lösbarer zu machen, auch wenn die Menschheit zwar als fragmentierte Vielfalt, aber nicht als Handlungssubjekt existiert.“

## Ehrungen
1988 wurde Kocka als ordentliches Mitglied in die Academia Europaea aufgenommen. 1992 erhielt Jürgen Kocka den Gottfried-Wilhelm-Leibniz-Preis. Im Jahr 1995 wurde er zum Mitglied der Ungarischen Akademie der Wissenschaften, 2003 zum Mitglied der Leopoldina sowie der Accademia delle Scienze di Torino und im Jahr darauf zum Mitglied der American Academy of Arts and Sciences gewählt. 2005 wurde ihm für herausragende Leistungen auf dem Gebiet der Wirtschafts- und Sozialgeschichte der Bochumer Historikerpreis verliehen. Jürgen Kocka ist seit 2009 Träger des Verdienstkreuzes 1. Klasse der Bundesrepublik Deutschland sowie der Ehrendoktorwürde der Universitäten Rotterdam, Moskau, Uppsala und Florenz. 2011 wurde Jürgen Kocka mit dem Internationalen Holberg Gedächtnispreis ausgezeichnet; dieser Preis wird seit 2004 für herausragende Arbeiten im Bereich der Geistes-, Sozial- und Rechtswissenschaften vergeben.

## Werke (Auswahl)
Als Autor
- Kampf um die Moderne. Das lange 19. Jahrhundert in Deutschland. Klett-Cotta, Stuttgart 2021, ISBN 978-3-608-98499-6.
- Arbeiterleben und Arbeiterkultur. Die Entstehung einer sozialen Klasse. Dietz, Bonn 2015, ISBN 978-3-8012-5040-9.
- Geschichte des Kapitalismus. Beck, München 2013, ISBN 978-3-406-65492-3; 4., überarb. Auflage 2024, ISBN 978-3-406-81628-4.
  - englische Ausgabe: Capitalism. A Short History. Translated by Jeremiah Riemer. Princeton University Press, Princeton, N.J. 2016, ISBN 978-1-4008-7341-8.
- Arbeiten an der Geschichte. Gesellschaftlicher Wandel im 19. und 20. Jahrhundert. Vandenhoeck & Ruprecht, Göttingen 2011, ISBN 978-3-525-37021-6.
- Das lange 19. Jahrhundert. Arbeit, Nation und bürgerliche Gesellschaft (= Gebhardt. Handbuch der deutschen Geschichte, 10. Auflage, Bd. 13). Klett-Cotta, Stuttgart 2001, ISBN 3-608-60013-2.
- Weder Stand noch Klasse. Unterschichten um 1800 (= Geschichte der Arbeiter und der Arbeiterbewegung in Deutschland seit dem Ende des 18. Jahrhunderts. Bd. 1). Dietz, Bonn 1990, ISBN 3-8012-0152-X.
- Arbeitsverhältnisse und Arbeiterexistenzen. Grundlagen der Klassenbildung im 19. Jahrhundert (= Geschichte der Arbeiter und der Arbeiterbewegung in Deutschland seit dem Ende des 18. Jahrhunderts, Bd. 2). Dietz, Bonn 1990, ISBN 3-8012-0153-8.
- Traditionsbindung und Klassenbildung. Zum sozialhistorischen Ort der frühen deutschen Arbeiterbewegung (= Schriften des Historischen Kollegs. Vorträge. Bd. 8), München 1987 (Digitalisat).
- Sozialgeschichte. Begriff – Entwicklung – Probleme. 2., erweiterte Auflage, Vandenhoeck & Ruprecht, Göttingen 1986, ISBN 3-525-33451-6 (= Kleine Vandenhoeck-Reihe, 1434).
- Klassengesellschaft im Krieg. Deutsche Sozialgeschichte 1914–1918. Fischer, Frankfurt 1988, ISBN 3-596-24395-5 (Nachdruck der Ausgabe Göttingen 1973).
- Angestellte zwischen Faschismus und Demokratie. Zur politischen Sozialgeschichte der Angestellten: USA 1890–1940 im internationalen Vergleich. Vandenhoeck & Ruprecht, Göttingen 1977, ISBN 3-525-35978-0 (Zugl.: Münster (Westf.), Univ., Habil.-Schr., 1972).
- Unternehmensverwaltung und Angestelltenschaft am Beispiel Siemens 1847–1914. Zum Verhältnis von Kapitalismus und Bürokratie in der deutschen Industrialisierung. Klett, Stuttgart 1969 (Zugl.: Berlin, Freie Univ., Diss., 1967 u.d.T.: Organisation und Herrschaft im Industriebetrieb des 19. und frühen 20. Jahrhunderts. Eine sozialhistorische Untersuchung zur Entstehung industrieller Bürokratie und Angestelltenschaft am Beispiel der Siemens-Unternehmen).

Als Herausgeber
- Arbeiter und Bürger im 19. Jahrhundert. Varianten ihres Verhältnisses im europäischen Vergleich (= Schriften des Historischen Kollegs. Kolloquien. Bd. 7), Oldenbourg. München 1986, ISBN 978-3-486-52871-8 (Digitalisat).
- Bürgertum im 19. Jahrhundert. Deutschland im europäischen Vergleich. 3 Bände, dtv, München 1988; Vandenhoeck & Ruprecht, Göttingen 1995;
  - Bd. 1: Einheit und Vielfalt Europas. ISBN 3-525-33597-0.
  - Bd. 2: Wirtschaftsbürger und Bildungsbürger. ISBN 3-525-33598-9.
  - Bd. 3: Verbürgerlichung, Recht und Politik. ISBN 3-525-33599-7.
- Sozialgeschichte der DDR. Klett-Cotta, Stuttgart 1994, ISBN 3-608-91671-7 (mit Hartmut Kaelble und Hartmut Zwahr).
- Gebhardt. Handbuch der deutschen Geschichte in 24 Bänden. Klett-Cotta, Stuttgart 2001 ff. (mit Alfred Haverkamp, Wolfgang Reinhard und Wolfgang Benz). Im Herausgebergremium ist Kocka für die Bände zur Geschichte des 19. Jahrhunderts (Band 13–17) zuständig:
  - Bd. 13: Jürgen Kocka: Das lange 19. Jahrhundert. Arbeit, Nation und bürgerliche Gesellschaft. 2001, ISBN 3-608-60013-2.
  - Bd. 14: Hans-Werner Hahn, Helmut Berding: Reformen, Restauration und Revolution 1806–1848/49. 2010, ISBN 978-3-608-60014-8.
  - Bd. 15: Friedrich Lenger: Industrielle Revolution und Nationalstaatgründung. 2003, ISBN 3-608-60015-9.
  - Bd. 16: Volker R. Berghahn: Das Kaiserreich 1871–1914. 2003, ISBN 3-608-60016-7.
  - Bd. 17: Wolfgang J. Mommsen: Die Urkatastrophe Deutschlands. Der Erste Weltkrieg 1914–1918. 2002, ISBN 3-608-60017-5.
- Historische DDR-Forschung. Aufsätze und Studien. Akademischer Verlag, Berlin 1993, ISBN 3-05-002463-1.
- Capitalism. The Reemergence of a Historical Concept. Bloomsbury, New York 2016, ISBN 978-1-4742-7104-2 (mit Marcel van der Linden).